# Nikola Tomašić

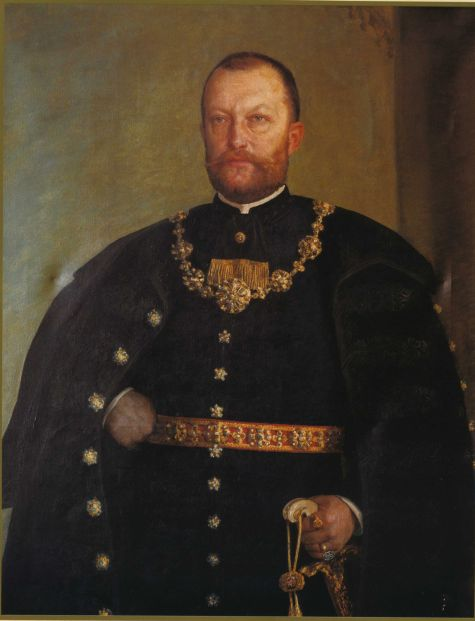
Nikola Tomašić

Nikola Tomašić (Hongaars: Miklós Tomassich of Miklós Tomasics; Zagreb, 13 januari 1864 – Trešćerovac, 29 mei 1918) was een Kroatisch politicus. 
Hij was ban (landvoogd) van Kroatië-Slavonië van 1910 tot 1912. In 1903 was hij Hongaars minister van Kroatische Aangelegenheden in de regering-Khuen-Héderváry I. Tomašić was lid van de Kroatische Unionistische Partij.
- Gemeinsame Normdatei: 1106392892
- International Standard Name Identifier: 0000 0000 6146 5996
- Nationale en Universitaire bibliotheek Zagreb: 000029199
- LIBRIS: 285903
- Virtual International Authority File: 28195424
- WorldCat: E39PBJqQDddPyxyvmck9qbWdQq